# Cherax quadricarinatus
Cherax quadricarinatus е вид десетоного от семейство Parastacidae. Видът не е застрашен от изчезване.

## Разпространение и местообитание
Разпространен е в Австралия (Виктория, Западна Австралия, Куинсланд, Нов Южен Уелс, Северна територия и Южна Австралия) и Папуа Нова Гвинея. Внесен е в Мексико, Пуерто Рико, Южна Африка и Ямайка.
Обитава крайбрежията на сладководни басейни, лагуни, реки и потоци в райони с тропически и субтропичен климат.